# Girlandastrapia
Girlandastrapia (Astrapia mayeri) är en fågel i familjen paradisfåglar inom ordningen tättingar.

## Utseende och läte
Hane girlandastrapia är en säregen fågel med glänsande grönt på huvud och haka, svart på bröstet kantat av ett tunt guldfärgat band och vit på de extremt förlängda stjärtfjädrarna. Honan är svartaktig med tvärband på buken och viss glans på huvudet. Hanen skiljer sig från liknande prinsessastrapian på vit, ej svart, stjärt, honan på det glänsande huvudet. Lätet består av begeistrade pulserande raspiga ljud.

## Utbredning och systematik
Fågeln förekommer i centrala högländerna på östra Nya Guinea. Den hittas i skogar på mellan 2 400 och 3 400 meters höjd, ibland ner till 1 800 meters höjd. Den behandlas som monotypisk, det vill säga att den inte delas in i några underarter.

## Status och hot
Arten har ett stort utbredningsområde, men tros minska i antal, dock inte tillräckligt kraftigt för att den ska betraktas som hotad. Internationella naturvårdsunionen IUCN listar arten som livskraftig (LC).

## Bilder

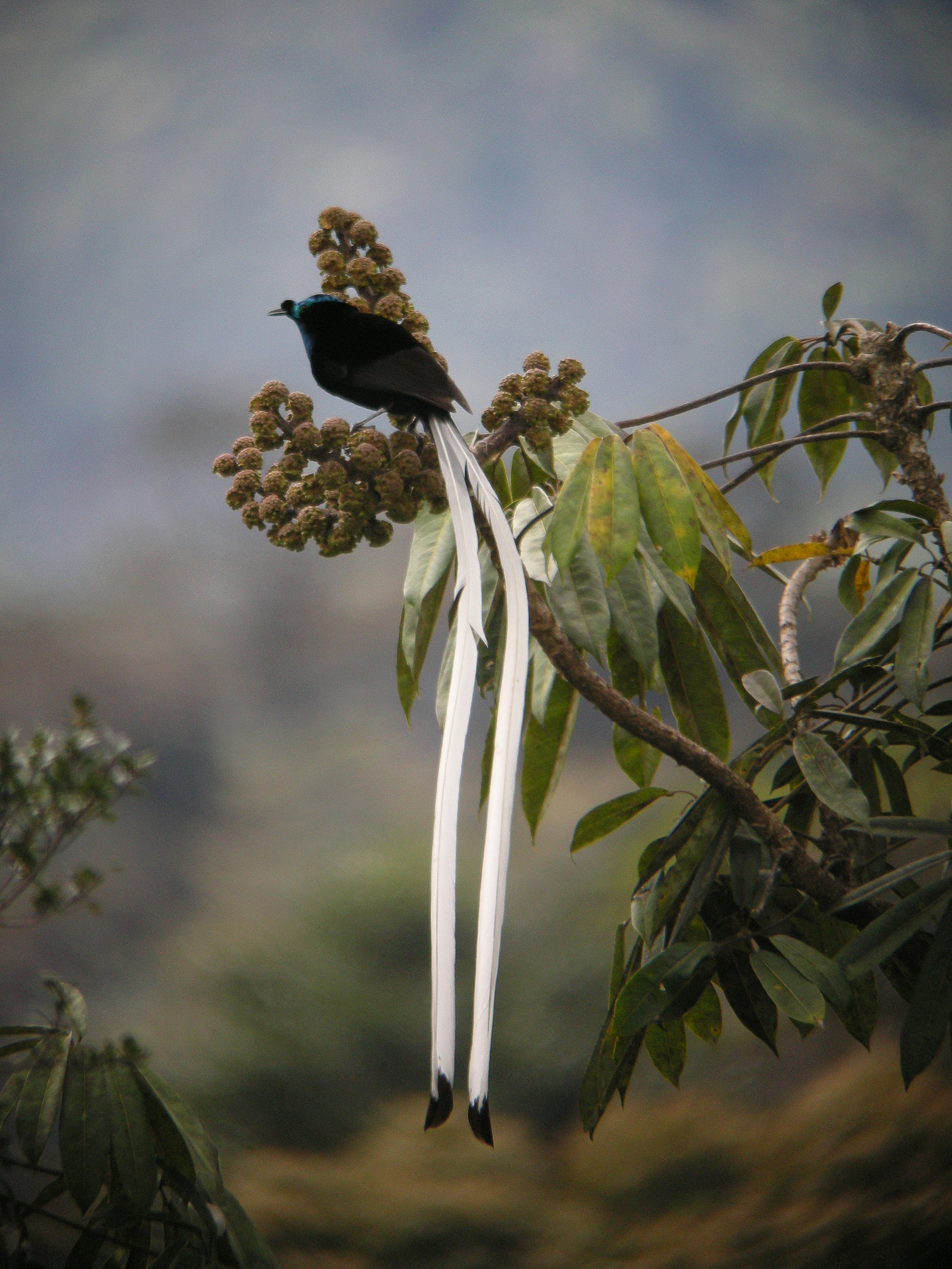
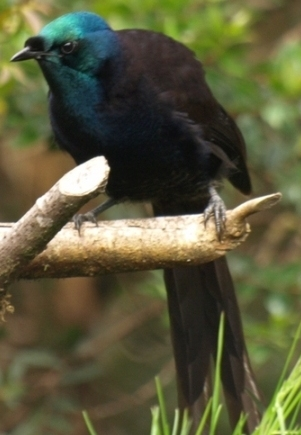